# Ernst August Weiss
Ernst August Weiss (Strasburgo, 5 maggio 1900 – Lago Il'men', 9 febbraio 1942) è stato un matematico tedesco, maggiormente noto per essere stato uno dei promotori della "matematica nazista".